# Äquivalente isotrope Strahlungsleistung
Die äquivalente isotrope Strahlungsleistung  (en. Equivalent Isotropically Radiated Power, EIRP) ist eine Rechengröße, welche im Bereich der Antennentechnik die in eine Sendeantenne eingespeiste Leistung mit deren Antennengewinn multipliziert ausdrückt. Als Bezug für den Antennengewinn wird bei EIRP der Isotropstrahler genommen, eine Antenne die theoretisch kugelförmig nach allen Seiten gleich stark abstrahlt. Der so ermittelte Wert der Leistung tritt bei Antennen mit Richtwirkung nicht physikalisch auf. Bei Antennen mit Richtwirkung und wenn keine Richtung explizit angegeben wird, wird die Hauptstrahlrichtung der Sendeantenne angenommen. In dieser Richtung ist der Antennengewinn maximal. 
Wird bei der Definition des Antennengewinns statt des Isotropstrahlers der Halbwellendipol genommen, spricht man von der effektiven Strahlungsleistung (en. Equivalent  Radiated Power,  ERP).
Die Angabe der EIRP gilt aber nur im Fernfeld einer Antenne, da sich nur dort der max. Antennengewinn und damit die max. EIRP ausgebildet hat. Der notwendige Abstand zu einer Antenne oder einem Antennenarray ab dem sich die EIRP im Fernfeld gebildet hat variiert sowohl mit der Wellenlänge, als auch der effektiven Höhe und Breite einer Antenne oder einem Antennenarray. 
Der deutsche Begriff für die EIRP ist relativ unüblich. Oft wird beispielsweise die Formulierung Strahlungsleistung (EIRP) verwendet.
EIRP wird als physikalische Größe behandelt, auch wenn dieser Wert physikalisch bei einer Antenne mit Richtwirkung nicht auftritt. Es wird entweder die Einheit Watt (W) oder Milli-Watt (mW), bzw. logarithmisch in dB bezogen auf 1 Watt (dBW) oder logarithmisch in dB bezogen auf 1 milli-Watt (mW, daher dBm) verwendet. Eine andere Möglichkeit ist, EIRP hinter der Maßeinheit in Klammern zu stellen, z. B. Watt (EIRP).

## Definition EIRP
{\displaystyle EIRP={P_{s}\cdot G_{i}}}
- {\displaystyle P_{s}}: in die Antenne eingespeiste Leistung (in W, mW, dBW oder dBm),
- {\displaystyle G_{i}}: Antennengewinn referenziert auf den Antennengewinn eines Isotropstrahlers (dimensionslos in dBi)

Als Bezugsantenne für den Antennengewinn wird bei EIRP der Antennengewinn eines Isotropstrahler verwendet. Um die Bezugsantenne beim Antennengewinn kenntlich zu machen, wird der Antennengewinn in dBi angegeben, wobei das der Einheit dB angehängte "i" für die Bezugsantenne „Isotropstrahler“ steht. Oft fehlt jedoch die Angabe ob der Antennengewinn auf einen Isotrop- oder einen 1/2 λ-Dipol-Strahler referenziert wird und es wird der Antennengewinn nur in dB angegeben, oder es wird ERP anstelle EIRP verwendet auch wenn der Isotropstrahler als Referenzantenne im Text in einem Dokument definiert wird. ERP ist jedoch der Antennengewinn referenziert auf den Antennengewinn eines Halbwellendipols.

## Umrechnung  zwischen ERP und EIRP
Beispielh
Da sich ERP und EIRP nur in der Bezugsantenne für den Antennengewinn unterscheiden (ein Halbwellendipol hat einen Antennengewinn gegenüber einem isotropen Strahler von 1,64 – entsprechend 2,15 dBi), besteht folgende Beziehung:
{\displaystyle EIRP=ERP\cdot 1{,}64}
Oder beispielhaft in logarithmierten Einheiten:
{\displaystyle {\frac {EIRP}{\mathrm {dBm} }}={\frac {ERP}{\mathrm {dBm} }}+{\frac {2{,}15}{\mathrm {dBi} }}}

## Praktische Berechnung
Beispielhaft ist im Folgenden die Berechnung der äquivalenten isotropen Strahlungsleistung (EIRP) eines WLAN-Gerätes, mit genau einer Antenne, angegeben:
+ elektrische Sendeleistung (dBm)
+ Verstärkung eines zusätzlichen Verstärkers (dB) (falls vorhanden)
− Dämpfung der Kabel (dB/m × Länge)
− Dämpfung der Stecker (dB) (meist vernachlässigbar)
− Dämpfung eines Blitzschutzadapters (dB) (falls vorhanden)
+ Gewinn der Antenne (dBi)
________________________________________________________
= EIRP in der Einheit dBm.